# 安州 (金朝)
安州，金朝时设置的州。
天会七年（1129年）升顺安军置，治所在高阳县（今河北省保定市高阳县东旧城）。辖境相当今河北省高阳县北部及安新县南部等地。大定二十八年（1188年）移治葛城县（今河北省安新县西南安州），泰和八年（1208年），又移治渥城县（今河北省安新县）。元朝时，复治葛城县，至元二年（1265年）省废为镇，入高阳县。旋复置。
明朝时属保定府。洪武二年（1369年）七月，省州治葛城县入州。葛城县省入。七年（1374年）降为县。十三年（1380年）十一月复升为州。领两县： 高阳县、新安县。今河北省保定市安新县。位于河北省中部、白洋淀沿岸。清朝时，仍属保定府，简。清入关后，满洲贵族于安州境内设置旗地官庄，驱使旗丁承种纳粮。除正红旗、正蓝旗外，各旗均有旗地庄屯分设。如，原拨给镶蓝旗人地2116顷39亩余，退出地214顷26亩。道光十二年（1832年）以新安县省入。民国二年（1913年）降安州为安县，民国三年（1914年）改为安新县。